# Sato (vino)

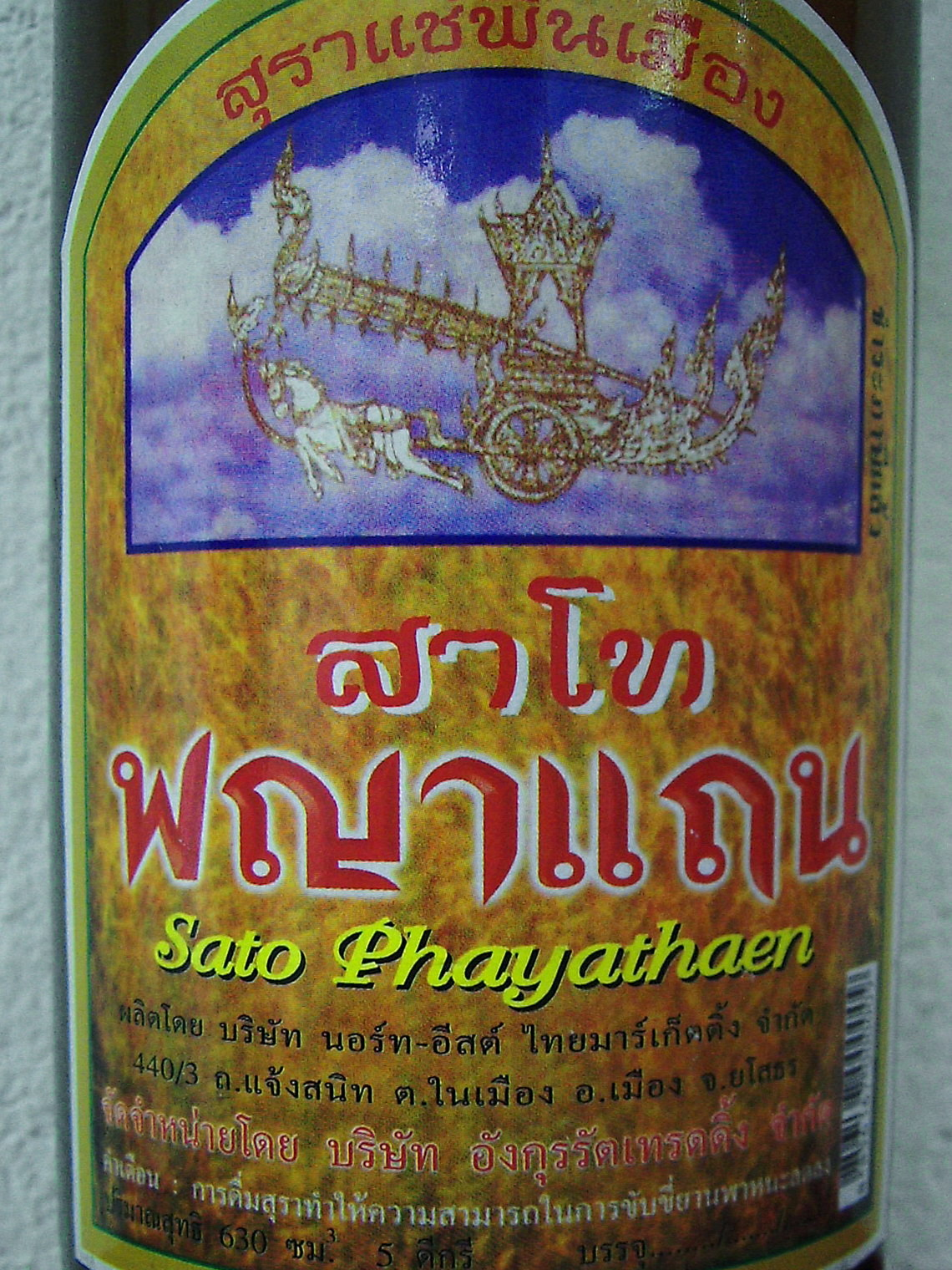
Sato Phayathaen producido para la fiesta de cohetes de Yasothon.

El sato (en tailandés สาโท) es una bebida alcohólica producida tradicionalmente en Tailandia, y especialmente en el noreste del país (Isan).
Esta bebida también se llama «vino de arroz», ya que se produce por la fermentación del arroz en grandes tarros. Su producción es ancestral y algunos arqueólogos del siglo XIX incluso aventuraron la posibilidad de que las grandes vasijas de piedra del ‘páramo de las tinajas’ de Laos fueran utilizadas en su producción.

## Fabricación y características
El sato se obtiene a partir de:
- arroz glutinoso (tailandés: ข้าวเหนียว);
- una mezcla de azúcar y agentes microbianos para iniciar la fermentación;
- levadura;
- agua.

El arroz hervido mezclado con el agente de fermentación azucarado, conocido en tailandés como look pang (ลูก แป้ง), se coloca en una jarra de tres días, durante los cuales el almidón del arroz se transforma en azúcar. Luego se agrega el agua y la fermentación continúa durante una semana. El sato se extrae entonces por la presión de la melaza y se filtra. El contenido alcohólico alcanza los 15° y el sabor es bastante acre.

## Renovación
El sato está considerado desde hace mucho tiempo como bebida tradicional de Isan, pero desde la década de 2000 y el lanzamiento del programa de promoción de los productos locales, One Tambon One Product (OTOP), una idea del primer ministro Thaksin Shinawatra, el sato se distribuye más ampliamente en toda Tailandia para promover ferias y eventos regionales.
La fuerte presión turística permite que este producto tradicional se haya convertido en una curiosidad apreciada por los expatriados y los turistas de paso. Una receta más dulce, bajo la marca Siam Sato, se distribuye en tiendas de cadenas como Seven-Eleven.